# Baie de Port Phillip
La baie de Port Phillip (en anglais : Port Phillip Bay, aussi abrégé Port Phillip) est une immense baie australienne, au sud de Melbourne. Elle est prolongée dans sa partie occidentale par la baie de Corio.

## Description

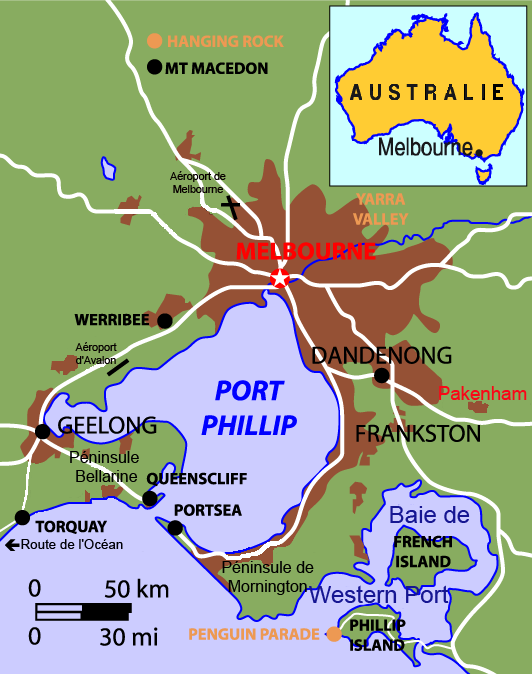
Carte de la baie de Port Phillip

Couvrant une superficie de 1 930 km2, le rivage de la baie compte 264 km, avec une profondeur maximale de 24 m, la moitié de son étendue n'est profonde que de moins de 8 m ce qui n'empêche en rien sa navigabilité.
Encadrée à l'est par la péninsule de Mornington et à l'ouest par celle de Bellarine, Port Phillip est bordée de nombreuses petites baies, comme Beaumaris Bay, et de plages, comme à St Kilda ou Brighton. La baie s'ouvre au sud sur le détroit de Bass par une embouchure (appelée The Rip) entre la pointe Lonsdale à l'ouest et la pointe Nepean à l'est. L'étroitesse de cette ouverture, ainsi que les marées et les vagues particulièrement violentes en font un passage particulièrement délicat pour les bateaux qui nécessite souvent, surtout les plus gros, d'une assistance de guidage par des experts locaux (le Port Phillip Pilot Service).
La rive orientale est caractérisée par des plages sableuses alors que la côte occidentale est plus hétérogène.
Une ligne de ferry (Searoad) relie toutes les heures les deux côtés de l'embouchure, entre Queenscliff à l'ouest et Sorrento à l'est. Une autre ligne de ferry au nord relie St Kilda à Williamstown, de part et d'autre de la baie Hobsons, dans l'agglomération de Melbourne.

## Sports et loisirs
Outre les plages, la baie de Port Phillip est le lieu d'activité nautique et de plaisance (marinas à Geelong, St Kilda et Brighton) et ses rives sont appréciées pour le cyclisme, la marche, le jogging et la course à pied.